# Weißnackenkranich

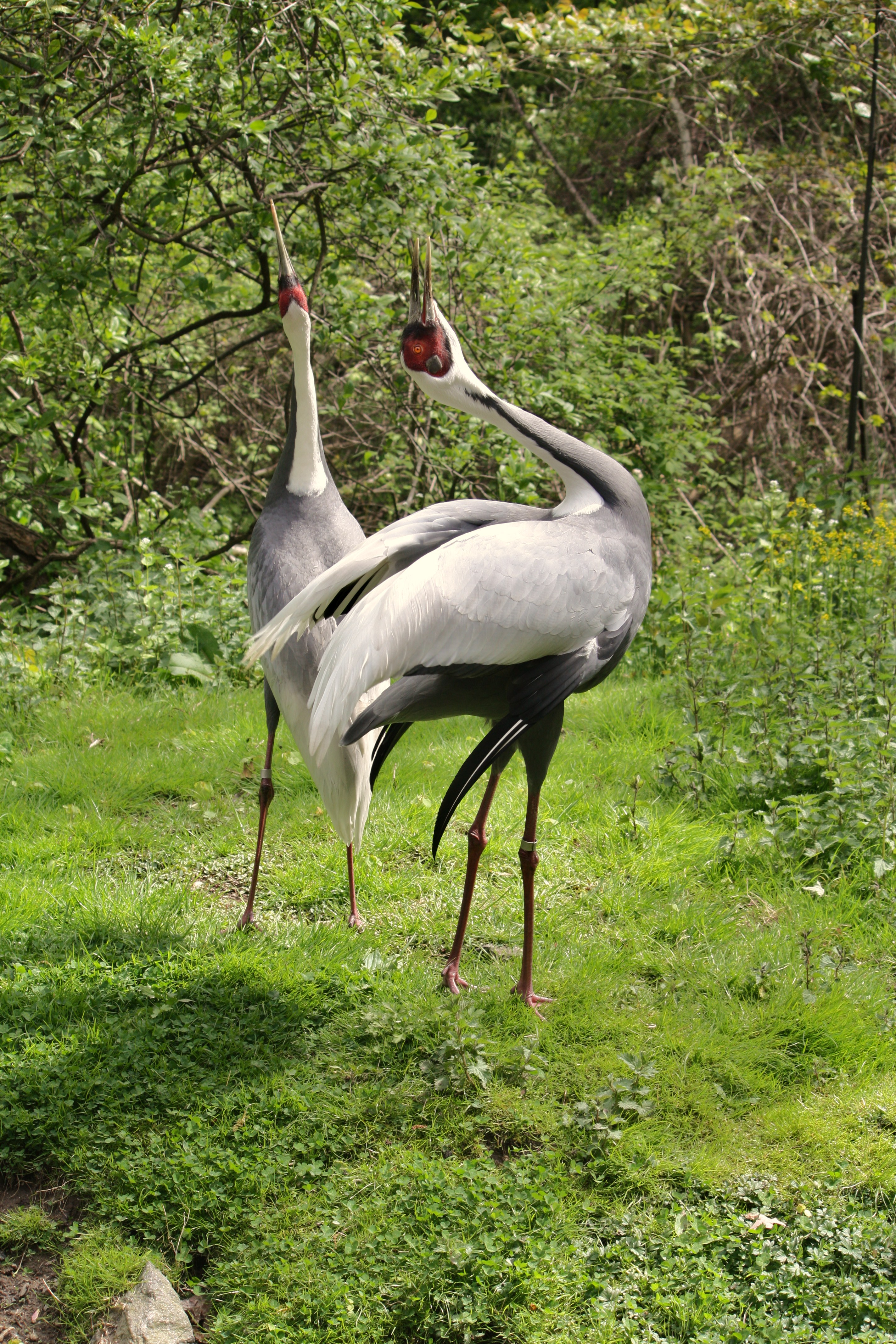
Weißnackenkraniche beim Paarduett, Bronx Zoo, New York City

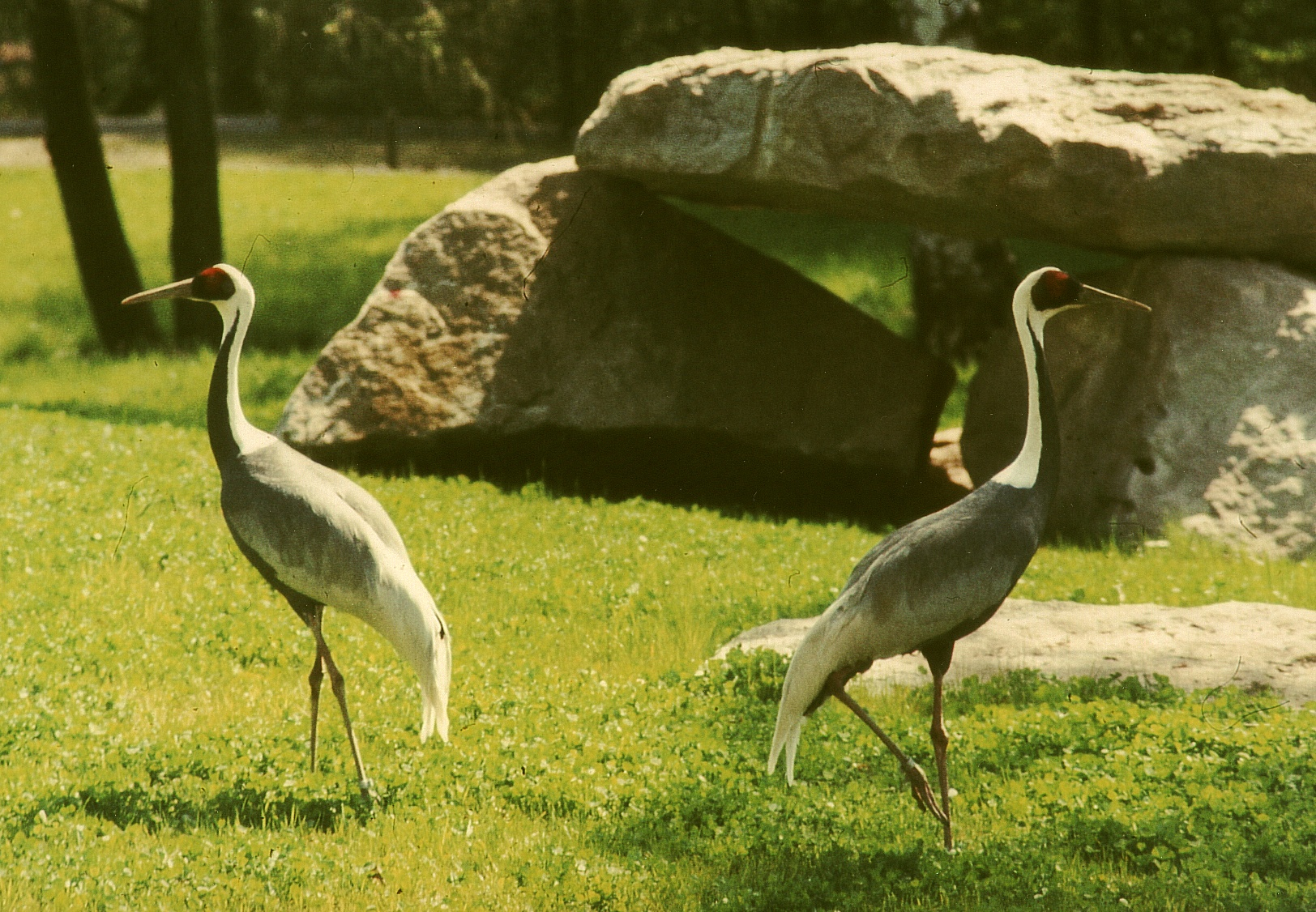
Weißnackenkraniche im Tiergarten Nürnberg

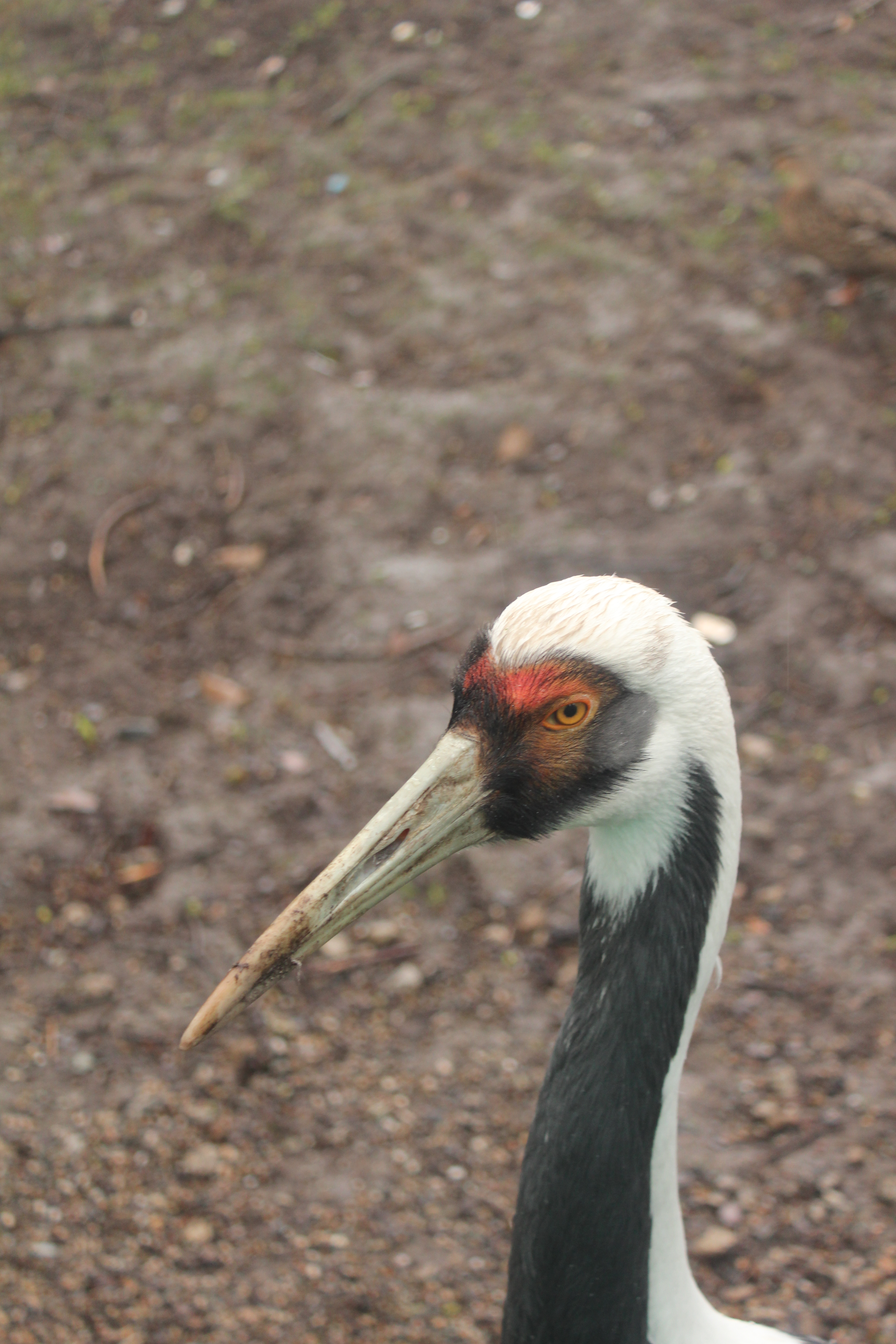
Nahaufnahme, Tierpark Röhrensee Bayreuth

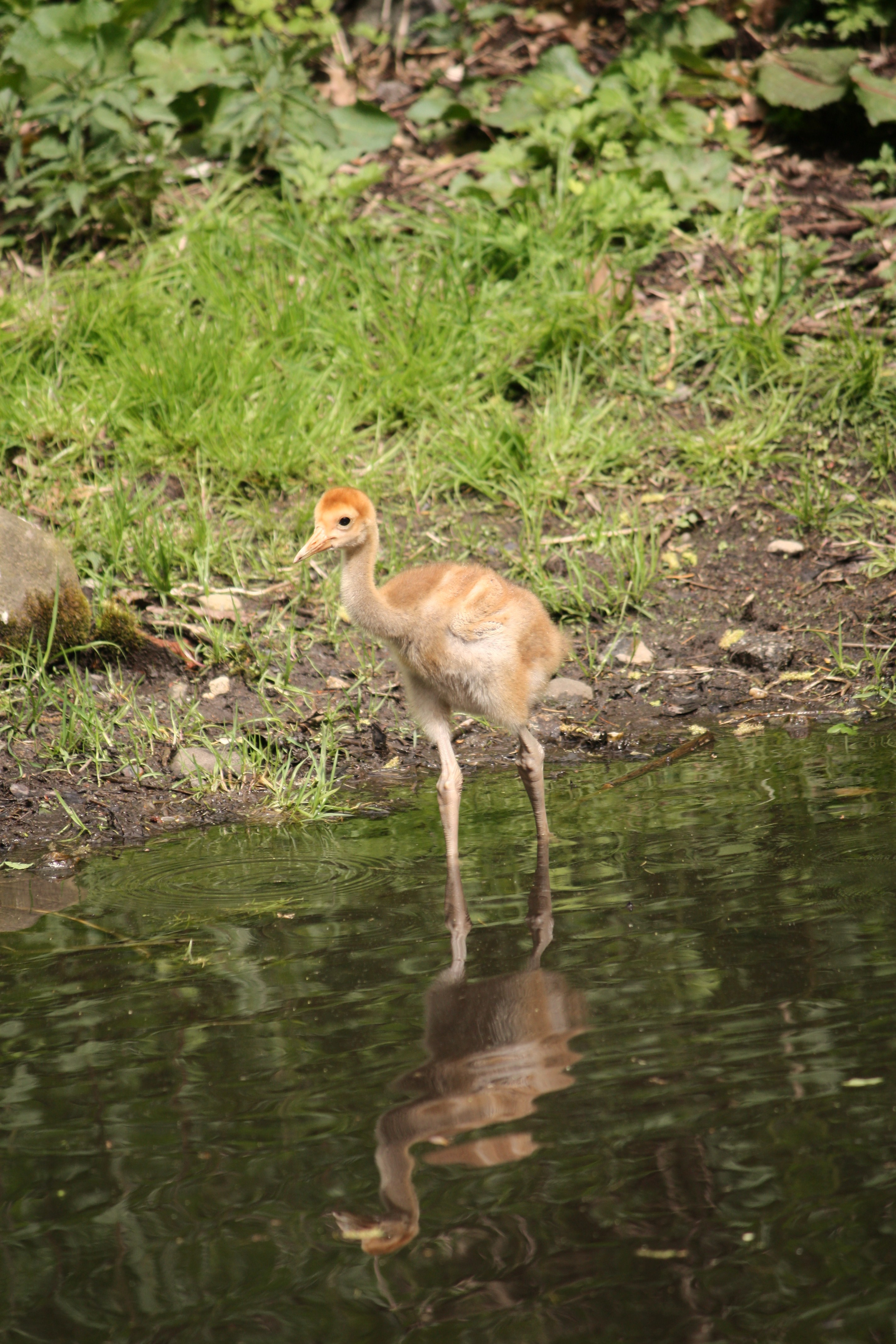
Jungvogel der Weißnackenkraniche, Bronx Zoo, New York City

Der Weißnackenkranich (Antigone vipio, Syn.: Grus vipio) ist ein ostasiatischer Kranichvogel, der im Nordosten der Mongolei und in Nordchina brütet und auf der koreanischen Halbinsel und Japan überwintert. Während der Brutzeit lebt er paarweise und sehr heimlich. Auf dem Zug und in den Überwinterungsgebieten bildet er große Scharen.
Sein Bestand wird auf maximal 5.300 Individuen geschätzt.

## Merkmale

### Erscheinungsbild adulter Vögel
Der Weißnackenkranich wird bei einer Höhe von 130 bis 140 Zentimeter und einer Flügelspannweite von 200 bis 210 Zentimeter fünf bis sechs Kilogramm schwer. Es gibt keinen auffälligen Geschlechtsdimorphismus, meistens ist das Männchen etwas größer. Ein sicheres Unterscheidungsmerkmal der Geschlechter ist beim Duettruf möglich, hier bewegt das Männchen die angewinkelten Flügel auf und ab, während das Weibchen diese angelegt lässt und nicht bewegt.
Das überwiegend graue Gefieder ist an Kehle, Scheitel, Hinterkopf und an der Halsrückseite weiß gefärbt. Von der Kehle bis über das obere Drittel des Vorderhals ist das Gefieder ebenfalls weiß. Handschwingen, große Flügeldecken und Afterfittich sind schwarz. Die Armschwingen sind an der Basis grau und distal dunkelbraun. Die übrigen Flügelfedern sind hellgrau und kontrastieren scharf mit der Befiederung von Brust und Bauch. Auf der Stirn und an den Kopfseiten befindet sich ein großer Bereich unbefiederter, roter Haut, der die Augengegend und den Ohrbezirk erfasst. Die Iris orange, und die langen Beine sind bläulich-rosafarben.

### Jungvögel
Das Dunenjunge weist unmittelbar nach dem Schlupf ein Dunenkleid mit einem gelblichbraunen Grundton auf, es ist jedoch insgesamt kontrastreicher als das Dunenkleid anderer Kranichdunenjungen. Die Vorder- und Körperseiten sind grau. Vom Hinterhals bis zum Rücken verläuft ein schmales braunes Band, das im Schulterbereich die Form eines dreieckigen Fleckes hat. Die Flügeloberseiten sind kastanienbraun, die Flügelunterseiten dagegen fast weiß. Der Bauch und die innere Seiten der Oberschenkel sind nackt. Das zweite Dunenkleid ist bereits weniger kontrastreich, die Körperoberseite hat nun einen rötlichbraunen Gesamtton.
Im Jugendkleid hat der Weißnackenkranich eine rotbraune Körperoberseite. Der Kopf und der Hals sind etwas heller als der Rücken. Die Kehle ist strohgelb-weißlich. Die Körperunterseite ist grau.

### Verhalten
Zu den Verhaltenselementen des Weißnackenkranichs gehört wie bei allen Kranicharten ein Tanz, der aber vergleichsweise arm an Elementen ist. Zum Tanz gehören hohe Sprünge, verbunden mit Flügelschlagen, Hochwerfen von Grasbüscheln, Drehungen in der Luft und auf dem Boden. Der Tanz wird sowohl von adulten als auch jungen, noch nicht geschlechtsreifen Kranichen ausgeführt und ist am häufigsten in den Überwinterungsgebieten zu beobachten.
Kranichpaare zeigen auch einen Duettgesang. Dabei hebt das Männchen auf charakteristische Weise seine Flügel über den Rücken empor, lässt die Flügelspitzen hängen und öffnet und schließt die Flügel während des Duettgesanges auf eine pumpende Art und Weise. Das Weibchen hingegen hält seine Flügel während des ganzen Tanzzeremoniells geschlossen und antwortet jedem Ruf des Männchens mit zwei oder drei höher klingenden Lauten. Die akustisch und optisch sehr auffälligen Duettgesänge dienen sowohl der Bekräftigung der Paarbindung als auch der Markierung des Brutreviers. Er wird sowohl während der Brutzeit als auch in den Überwinterungsgebieten gezeigt.

### Fortbewegung und Alter
Der Flug ist wie bei anderen Kranichen geradlinig und ruhig mit weit ausladenden langsamen Flügelschlägen. Vom Boden erhebt er sich mit einem kurzen Anlauf.
In Freiheit kann der Weißnackenkranich 25 bis 30 Jahre alt werden, in Gefangenschaft 50 und mehr Jahre.

## Vorkommen
Die Brutgebiete des Weißnackenkranich liegen in der nordöstlichen Mongolei, im nordöstlichen China und im angrenzenden südöstlichen Russland. Etwa 3.000 Individuen der westlichen Population migrieren in südlicher Richtung durch China, rasten im Delta des Gelben Flusses und überwintern im südlichen China am Unterlauf des Jangtsekiang. Sie halten sich überwiegend am Poyang Hu und am Dongting-See auf. Etwa 2.000 Individuen der östlichen Population ziehen über die Koreanische Halbinsel. Mehrere hundert Vögel überwintern in der demilitarisierten Zone zwischen Nord- und Südkorea. Die ersten Scharen erreichen die koreanischen Überwinterungsgebiete Anfang Oktober. Die übrigen Kraniche ziehen weiter zur großen japanischen Südinsel Kyūshū. Hier überwintern sie in der Nähe der Stadt Idsumi. In Japan treffen sie im Dezember ein und verlassen dieses Überwinterungsgebiet wieder im Februar.

## Lebensraum
Der Lebensraum des Weißnackenkranichs sind flache Feuchtgebiete in weiträumigen Flusstälern, an Seeufern und in mit niedriger Vegetation bestandener Steppe. Zu den bevorzugten Lebensräumen gehören weite Seggen-Wollgras-Bültensümpfe und Seggen-Rohrgras-Sumpfwiesen, die mit Eichen-Birken-Waldstreifen abwechseln. Während ihrer Migration und an ihren überwinterungsplätzen nutzen sie auch Reisfelder und überschwemmungsland sowie landwirtschaftliche Flächen, wo sie nach zurückgelassenen Getreide, Samen und Knollen suchen.
Im Amurgebiet teilt sich der Weißnackenkranich das Brutgebiet mit dem Mandschurenkranich. Der Mandschurenkranich trifft früher im Brutareal ein als der Weißnackenkranich. Sein Brutrevier liegt tiefer als beim Weißnackenkranich in den Sümpfen. Der Weißnackenkranich hält sich dagegen eher in den Randbereichen desselben Bruathabitats auf. Er brütet gewöhnlich dichter am landwirtschaftlich genutzten Land. Auch in der Nahrungssuche unterschieden sich diese beiden Arten. Der Mandschurenkranich sucht am Wassersaum nach Kleingetier und Nahrungspflanzen, während der Weißnackenkranich im morastigen Boden nach Knollen sucht. Die Anpassungsfähigkeit des Weißnackenkranichs an den Menschen zeigt sich auch in der Dagurischen Steppe in der Mongolei. Dort hat sich die Art kleinbäuerlicher Viehhaltung angepasst und laufen mit den Viehherden mit. Das Vieh scheint nicht so tief in die Schilftümpel und Riedgras-Feuchtwiesen zu gehen, so dass die Weißnackenkraniche dort ungestört ihrem Brutgeschäft nachgehen können.

## Nahrung
Die Nahrung besteht aus Wasserpflanzen, Beeren, Getreide, Wurzeln und Kräuter. Während der Jungenaufzucht fängt er auch Insekten, Frösche und Mäuse.

## Fortpflanzung
Weißnackenkraniche erreichen die Geschlechtsreife im Alter von drei bis vier Jahren. Es sind monogame Vögel, die eine Paarbeziehung über mehrere Fortpflanzungsperioden eingehen. Sie erscheinen an ihren Brutplätzen, wenn die Sümpfe noch teilweise vereist sind, es weiterhin Schneefall gibt und nachts starke Fröste herrschen. Die Brutplätze werden besetzt, sobald die Sümpfe auftauen. In den Brutgebieten leben die Paare streng territorial getrennt und verteidigen ihr Revier mit Nachdruck gegen fremde Artgenossen.
Weißnackenkraniche bauen ihre Nester bevorzugt an offenen Stellen der Sümpfe, die spärlich bewachsen und von Flachwasser umgeben sind. Das Nest liegt direkt am Wasser oder auf einer Bülte und Nestbasis ist eine runde, festgestampfte Plattform. Die Basis wird aus Grasbüscheln, Moos und Seggenwurzeln gebaut und ist gewöhnlich noch von Wasser durchtränkt. Dagegen ist die Nestmulde, die mit trockenen Seggenstengeln und -blättern ausgelegt wird, völlig trocken. Weißnackenkraniche nutzen ihre Nester of mehrere Jahre hintereinander.
Das Weibchen legt im Zeitraum von der dritten Aprildekade  bis zu den ersten Maitagen zwei hellbraune, rötlich gesprenkelte Eier. Diese werden ca. 30 Tage hauptsächlich vom Weibchen ausgebrütet. Die Dunenjungen schlüpfen damit Ende Mai bis Anfang Juni. Aggressives Verhalten zwischen den beiden Nestgeschwistern wird nicht beobachtet. Verlässt allerdings das zuerst geschlüpfte Küken das Nest, bevor das zweite geschlüpft ist oder noch nicht hinreichend kräftig ist, um zu folgen, begleiten die beiden Elternvögel das erste Junge. Dies führt gewöhnlich zum Tod des zweiten Jungen. Die Jungvögel sind Nestflüchter, die nach 70 bis 75 Tagen selbstständig werden. Bei Nahrungsknappheit überlebt meist nur ein Jungtier. Mit drei bis vier Jahren brütet der Vogel zum ersten Mal.

## Bestand
Während des Zweiten Weltkrieges und im Koreakrieg wurden die Überwinterungsgebiete des Weißnackenkranichs stark beeinträchtigt. Man geht deshalb davon aus, dass in den Jahren danach der Bestand am niedrigsten war und dass er sich seitdem etwas erholt hat. Heute ist der Bestand durch die Zerstörung von Feuchtgebieten in den Brutgebieten am Amur und in Teilen Nordchinas bedroht. In der Roten Liste gefährdeter Arten wird der Weißnackenkranich mit dem Vermerk vulnerable (gefährdet) gelistet.

## Belege